# Бургаско (бира)
„Бургаско“ е търговска марка българска бира, тип лагер, която се произвежда от пивоварната „Каменица“ АД, гр. Пловдив, собственост на американо-канадската пивоварна компания „Molson Coors“.
След събарянето на пивоварната „Каменица“ в Пловдив през 2015 г. всички бири на компанията се произвеждат в Хасково в пиповарна „Астика“.

## История
Бирата „Бургаско“ се появява на българския пазар през 1971 г. като марка на Пивоварен завод „Бургаско пиво“, гр. Бургас.
„Бургаско“ е неделимо свързано с Бургас и морето, затова и етикетът съдържа елементи, символи на морския град: кораб и котви, свързани с корабни въжета, пояс и морски вълни във фона. По тази причина „Бургаско“ е и единствената марка, чийто етикет е запазил почти същия вид от създаването ѝ до наши дни. В спомените и носталгията по топлото бургаско лято се корени слоганът на марката: „Отпусни се. Морето е тук.“
„Бургаско пиво“ АД е придобито от белгийския пивоварен концерн „Интербрю“, който придобива и пивоварните „Каменица“ АД и „Астика“ АД. През 2002 г. „Интербрю“ закрива бургаската пивоварна и оттогава бирата „Бургаско“ се произвежда в Хасково. Площите и сградите в Бургас се използват за складове за готова продукция, както и за производство на малц. През 2001 г. хасковското дружество „Астика“ АД и бургаското „Бургаско пиво“ АД се вливат в „Каменица“ АД и марката „Бургаско“ става част от портфолиото на пловдивската пивоварна.

## Характеристика и асортимент
Бирата „Бургаско“ се отличава с кехлибарен цвят, пухкава пяна, малцов вкус и аромат и мека горчивина.
На пазара бирата се продава под марката „Бургаско светло“ – светла бира, приговена от вода, ечемичен малц, хмел и бирена мая. Алкохолно съдържание 4,4 % об. Екстрактно съдържание 10.2 ° P. Предлага се в стъклени бутилки от 0,5 л., кенове от 0,5 л. и в РЕТ бутилка от 2,3 л.